# Cacatoès noir
Probosciger aterrimus
Genre
Espèce
Répartition géographique
Statut de conservation UICN

 NT A3cde+4cde : Quasi menacé
Statut CITES
Le Cacatoès noir (Probosciger aterrimus), aussi appelé Microglosse noir, est une espèce d'oiseaux de la famille des Cacatuidae, l'unique représentante du genre Probosciger. Cette classification a été confirmée par des études génétiques (Brown & Toft [1999] et Astuti [2006]).

## Description

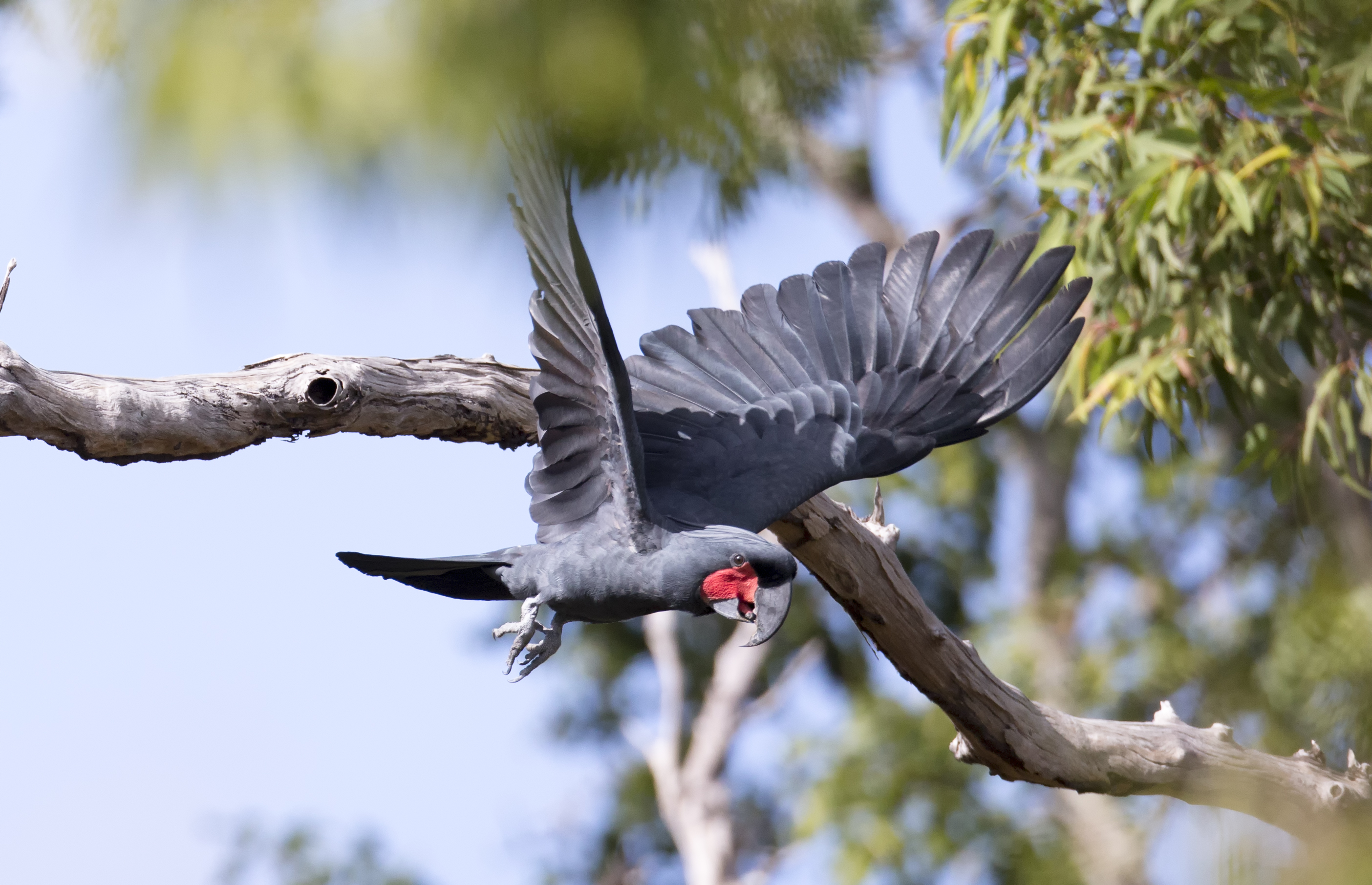
Cacatoès noir en vol.

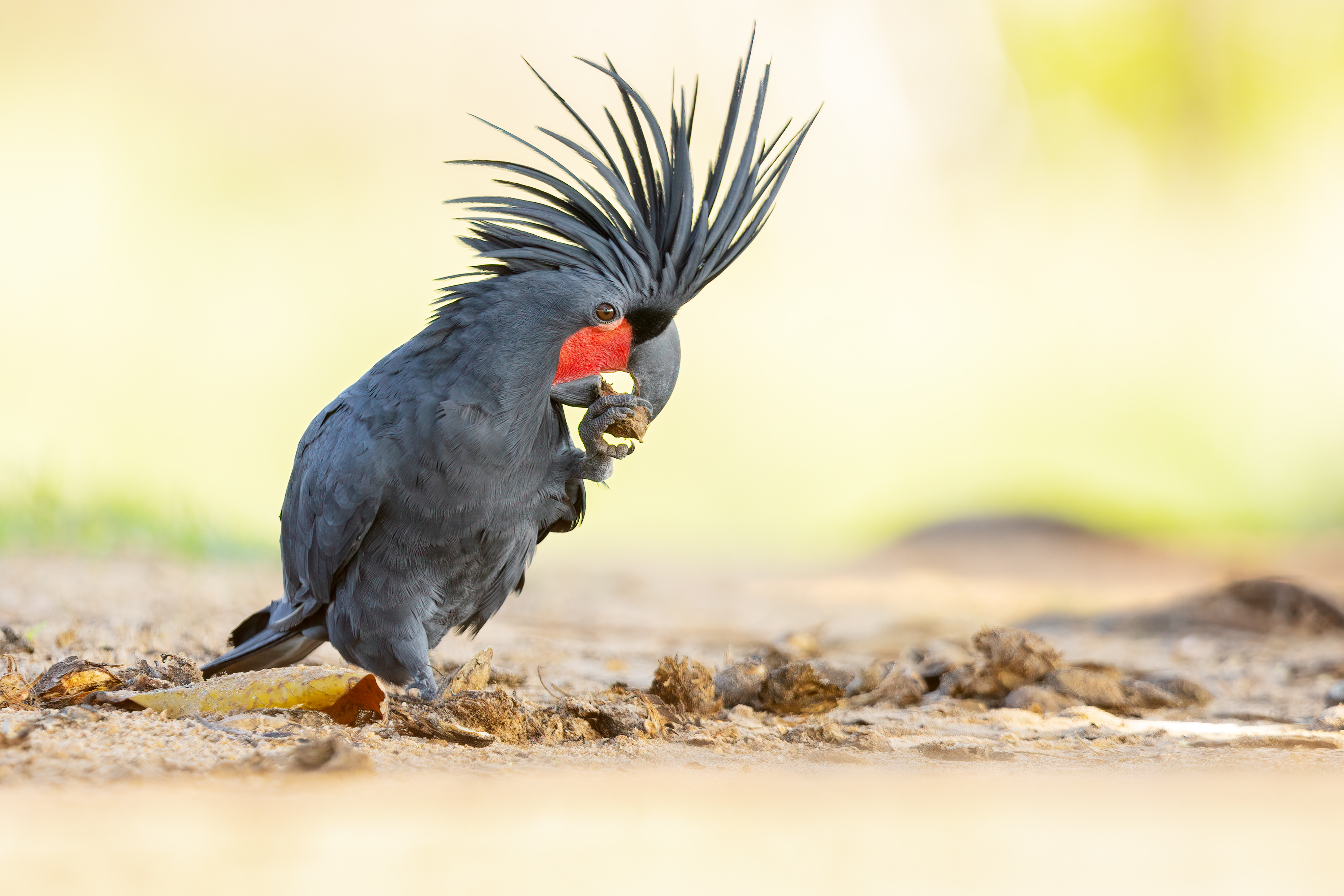
Cacatoès noir au sol, dans la ville de Lockhart (Australie). Janvier 2022.

Adulte, c'est l'un des plus grands perroquets. Il s'agit d'un oiseau de 50 à 70 cm de long pesant entre 500 g et 1 kg. Le Cacatoès noir se caractérise par sa couleur noire (y compris le bec et les pattes), sa grande huppe et un des plus grands becs (9 cm de long) chez les perroquets ; et seul l'Ara hyacinthe a un bec plus gros que le sien. Son bec a la particularité d'avoir une partie inférieure qui peut s'encastrer dans la partie supérieure, ce qui permet à l'oiseau de coincer une noix entre sa langue (rouge à extrémité noire) et sa mandibule supérieure et de l'ouvrir avec sa mandibule inférieure. Il a une tache rouge sur chaque joue correspondant à une zone dénudée de plumes. Celle-ci change de couleur lorsqu'il est inquiet, malade ou nerveux.
Le dimorphisme sexuel est peu marqué : la mandibule supérieure du bec est plus petite chez la femelle.
Les immatures présentent un bec blanc grisâtre et des couvertures blanc jaunâtre.

## Alimentation
Il se nourrit de graines, de baies, de plantes, d'insectes et de larves d'insectes. Son bec et sa langue sont conçus pour facilement ouvrir des noix et les extraire de leurs coquilles.

## Répartition et habitat
Cet oiseau peuple les îles Aru, la Nouvelle-Guinée et la péninsule du cap York (Australie).
Les sous-espèces de Nouvelle-Guinée et des îles avoisinantes (goliath et stenolophus) sont de plus en plus rares dans la nature où elles sont très fortement menacées par un trafic en direction des pays du Moyen-Orient et ceux de l'ancien bloc soviétique.
Il fréquente les forêts tropicales humides, mais aussi les forêts sèches.

## Comportement
Il vit généralement seul, en couple ou en petites bandes de 5 à 7 individus.

## Reproduction
Le cacatoès se reproduit à partir de quatre ans. La période de reproduction va d'août à janvier ; la femelle pond un œuf unique dans le creux d'un arbre situé très haut qui servira d'une année à l'autre. L'œuf est couvé alternativement par les deux parents pendant 30 jours. L'oisillon restera au nid pendant 100 à 110 jours. L'oisillon ne sera pas capable de commencer à voler pendant encore deux semaines.

## Cri et utilisation de percussion
Dans la nature, cet oiseau utilise quatre cris différents très perçants s'entendant de loin. Il a aussi la particularité, observée uniquement pour les populations de la péninsule de York, de taper avec une branche de 20 cm environ qu'il fabrique sur les troncs d'arbres pour produire un bruit sourd qui est entendu à 100 m à la ronde et qui lui sert pour courtiser les femelles. En exceptant l'homme, il s'agit du seul animal connu à utiliser un instrument de percussion de sa fabrication pour jouer un morceau rythmique,,.

## Longévité
Cet oiseau peut vivre jusqu'à 50 ans en moyenne.

## Animal de compagnie
À cause de son aspect, c'est un animal de compagnie très apprécié, surtout aux États-Unis, mais très rarement en France. Il se reproduit très mal en captivité car il est rarement installé dans des conditions permettant son bien être. Cet oiseau nécessite une volière de plusieurs dizaines de mètres de long sans quoi le mâle peut tuer la femelle. A tort on dit qu'il faut les détenir seuls à cause de cette agressivité des individus vivant dans de trop petits espaces.

## Conservation
Il existe un Programme européen pour les espèces menacées (EEP) de l'Association européenne des zoos et aquariums (EAZA) consacré à cette espèce. Celui-ci est coordonné par le ZooParc de Beauval, en France.

## Sous-espèces
D'après la classification de référence (version 5.2, 2015) du Congrès ornithologique international, cette espèce est constituée des quatre sous-espèces suivantes (ordre phylogénique) :
- Probosciger aterrimus stenolophus (Oort, 1911) ;
- Probosciger aterrimus goliath (Kuhl, 1820) ;
- Probosciger aterrimus aterrimus (Gmelin, 1788) ;
- Probosciger aterrimus mcgivriossus (Mathews, 1912) ;